# Oidium lauracearum
Oidium lauracearum är en svampart som beskrevs av Graniti & U. Braun 1998. Oidium lauracearum ingår i släktet Oidium och familjen Erysiphaceae.   Inga underarter finns listade i Catalogue of Life.